# Date Harumune
Date Harumune est un nom japonais traditionnel ; le nom de famille (ou le nom d'école), Date, précède donc le prénom (ou le nom d'artiste).
Date Harumune (伊達 晴宗, 1519-12 janvier 1578) est un daimyo japonais de l'époque Sengoku, 15e chef du clan Date de la province de Mutsu. Harumune est le fils de Date Tanemune.

## Source de la traduction
- (en) Cet article est partiellement ou en totalité issu de l’article de Wikipédia en anglais intitulé « Date Harumune » (voir la liste des auteurs).